# 氣仙沼灣
38°52′26″N 141°35′50″E / 38.87389°N 141.59722°E

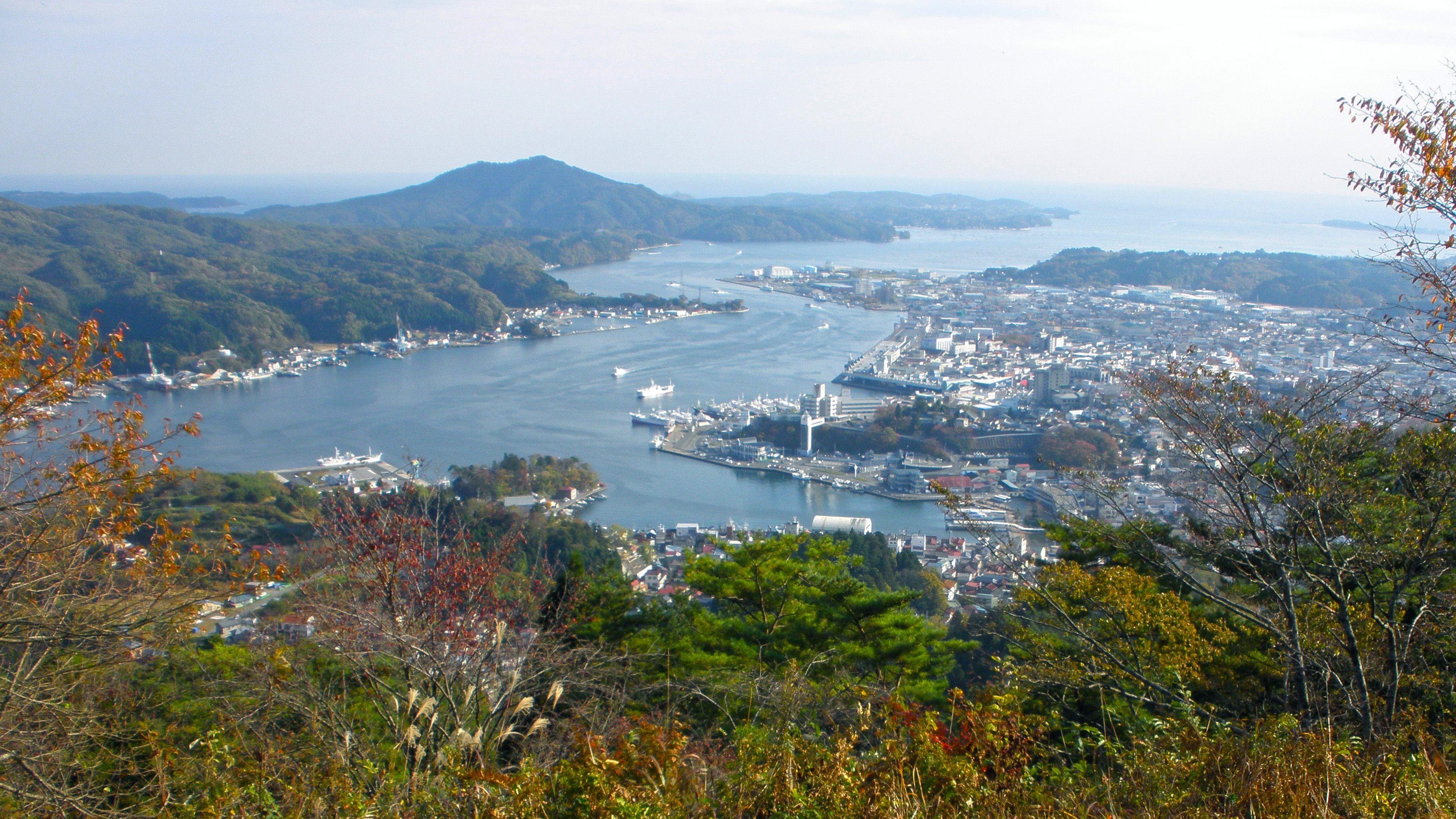
從北方安波山眺望氣仙沼灣（2009年）

氣仙沼灣（日语：／）是日本宮城縣東北部氣仙沼市的海灣。
灣內有座大島，將灣分成東西兩側。不過，環境省定義的氣仙沼灣東側僅至大島東北部惠比壽鼻與舊唐桑町上鮪立278番地西端的連接線，西側只至岩井埼與大島南端龍舞埼的連接線，所以大島西南方岩礁不在環境省定義的氣仙沼灣內。

## 概要
東側灣東至唐桑半島，西至大島，呈南北向。南面太平洋，西北接大島瀨戶連氣仙沼灣西側。灣口寬約3公里，內長約6公里。西側灣東至大島，西至日本本土，一樣呈南北向。灣口寬約1.7公里，內長約9公里。別稱鼎浦（日语：／）。為溺灣地形，灣內海面平穩，牡蠣與裙帶菜養殖盛行。

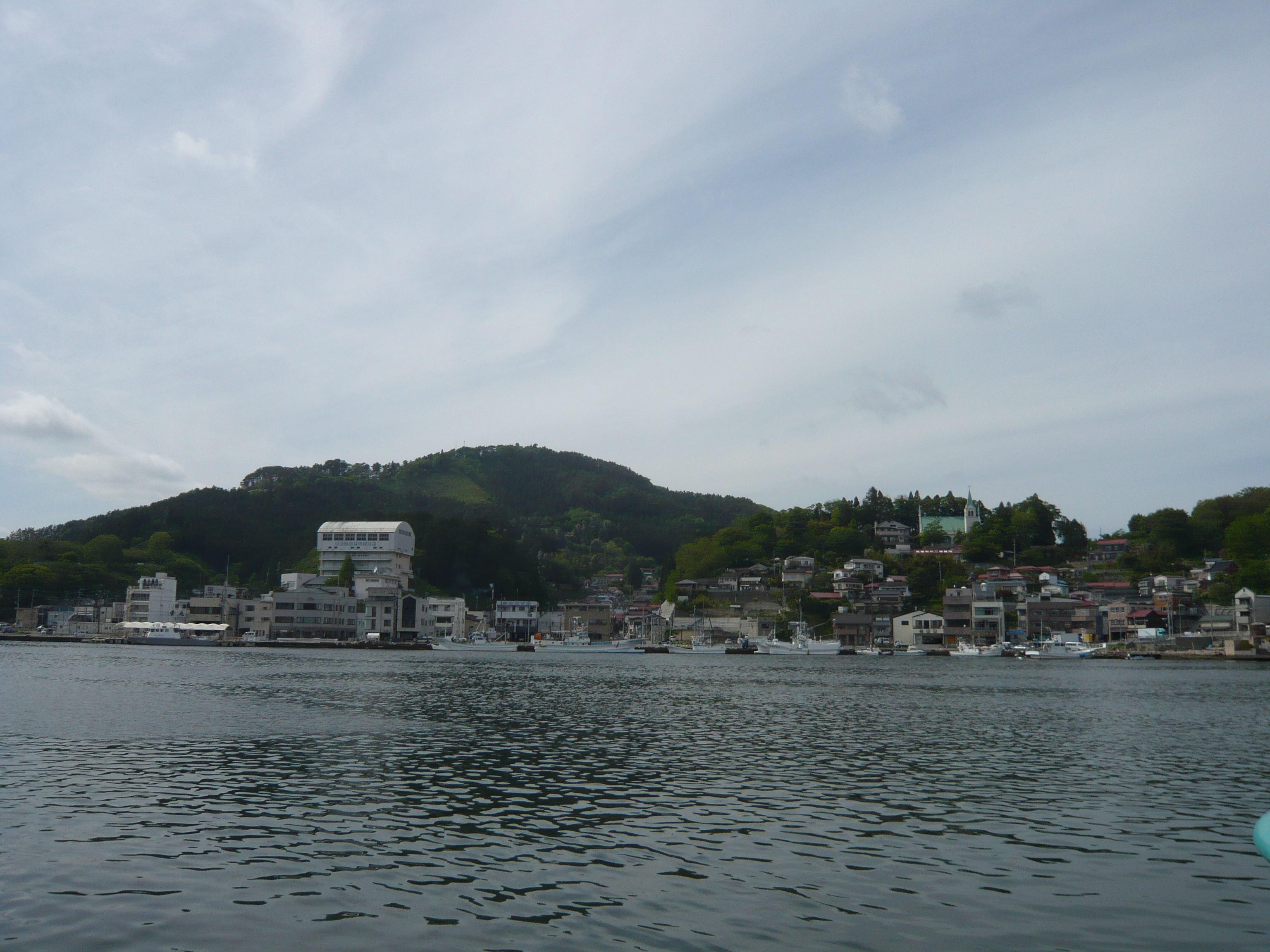
從氣仙沼魚市場眺望氣仙沼灣對岸，後方是安波山

西側灣最內側有氣仙沼港，也是氣仙沼市區所在。沿岸還有波路上漁港與浦之濱漁港等小型漁港。主要流入河川有海灣深處的大川與鹿折川，以及其他中小型河川。
氣仙沼灣沿岸在東日本大震災中因海嘯受創嚴重。作為復興對策之一，國土交通省推動三陸沿岸道路氣仙沼道路氣仙沼灣橫斷橋（全長1,344公尺]），於2021年（令和3年）3月6日通車啟用。

## 資料來源
1. ↑  閉鎖性海域ネット > 東北 > 気仙沼湾 （页面存档备份，存于） 環境省（2011年4月1日）2020年5月31日閲覧
2. ↑  「復興の架け橋、接続へ／気仙沼湾 最後の部材設置」 （页面存档备份，存于）『日本經濟新聞』朝刊2020年5月25日社會版的共同通信記事（2020年5月31日閲覧）
3. ↑   (PDF). 国土交通省東北地方整備局 仙台河川国道事務所・宮城県・気仙沼市. 2021-01-29  [2021-01-31]. （原始内容存档 (PDF)于2023-01-27）.

## 外部連結
- 氣仙沼灣PDF - 公益財團法人 國際EMECS中心